# Doctors' Wives (1931)
Doctors' Wives is een Amerikaanse dramafilm uit 1931 onder regie van Frank Borzage.

## Verhaal
De achterdochtige vrouw van dokter Judson Penning vermoedt ten onrechte dat haar man haar bedriegt met een van zijn patiëntes. Ze wil zich vervolgens wreken door hem te bedriegen met zijn beste vriend.

## Rolverdeling
| Acteur            | Personage            |
| ----------------- | -------------------- |
| Warner Baxter     | Dr. Judson Penning   |
| Joan Bennett      | Nina Wyndram Penning |
| Victor Varconi    | Dr. Kane Ruyter      |
| Cecilia Loftus    | Tante Amelia         |
| Paul Porcasi      | Dr. Calucci          |
| Minna Gombell     | Julia Wyndram        |
| Helene Millard    | Vivian Crosby        |
| John St. Polis    | Dr. Mark Wyndram     |
| George Chandler   | Dr. Roberts          |
| Violet Dunn       | Lou Roberts          |
| Ruth Warren       | Zuster Charlotte     |
| Louise Mackintosh | Mevrouw Kent         |
| William Maddox    | Rudie                |
| Marion Lessing    | Patiënte             |
| Nancy Gardner     | Julia Wyndram        |